# Сонгинохайрхан
Сонгинохайрхан (монг. Сонгинохайрхан, горный лук) или просто Сонгино — второй по площади и населению район Улан-Батора. Основан в 1965 году. Расположен в юго-западной части города, в горных районах Сонгино Хайрхан (монг. Сонгинохайрхан Уул), одной из четырёх священных гор столицы. Занимает как часть собственно города с многоэтажными домами советских времен, так и большую часть юрточных кварталов, и просто степные и горные территории (почти 9/10 площади).
По данным 2006 года население района составляло 204 587 человек. С этого момента оно значительно увеличилось, по данным по переписи 2010 года оно составило 256 920. Население растет довольно быстрыми темпами (свыше 5 % в год) в первую очередь за счёт миграции. Площадь района — 1 200,6 километров. Плотность населения составляет 214 человек на км². Подразделяется на 32 хороо (подрайона).

## Инфраструктура
Сонгинохайрхан, 27 июня 2009 года. Бедные юрточные (монг. гэр) кварталы на окраине столицы одной из самых малонаселенных стран на свете — Монголии. Однако в этих районах уже есть электрическое освещение, а в скором времени предполагается провести теплофикацию и канализацию.
 Автобус в Улан-Баторе, 2008 год. Несмотря на неразвитость и неоснащенность района Сонгинохайрхан, постоянные маршруты общественного транспорта там все-таки имеются.
 Вид на Улан-Батор с воздуха, 22 сентября 2005 года. Малозаселенная территория верхнем левом углу - Сонгинохайрхан. По плотности населения и транспортной системе Сонгинохайрхан значительно отстает от остальных районов Улан-Батора.
В районе имеется небольшая сеть общественного транспорта, в том числе троллейбус и автобус.
| Хороо | Инфраструктура                                                                            |
| ----- | ----------------------------------------------------------------------------------------- |
| 1     | Толгойт 42-р дунд сургуулиас зүүн гар тийш Open Ground хүртэл                             |
| 2     | Толгойт 42-р дунд сургуулиас баруун гар тийш                                              |
| 3     | Толгойт 65-р дунд сургуулиас баруун гар тийш                                              |
| 4     | Толгойт 65-р дунд сургуулиас зүүн гар тийш «Чингис СООСЭ» дотуур байрнаас урагш           |
| 5     | Сонгино хайрхан дүүрэг                                                                    |
| 6     | Ханын материал 21-р хороолол автобусны буудлаас урагш                                     |
| 7     | Баянхошуу Амар агент «Хилчин» маркетын урд талын зам дагуу                                |
| 8     | Баянхошуу                                                                                 |
| 9     | Баянхошуу                                                                                 |
| 10    | Баянхошуу                                                                                 |
| 11    | Баянхошуу                                                                                 |
| 12    | 1-р хороолол Саппоро                                                                      |
| 13    | 1-р хороолол 8-11-р байр                                                                  |
| 14    | 1-р хороолол Цамбагарав, кинотеатр «Соёмбо»                                               |
| 15    | 1-р хороолол Хархорин, 19-23-р байр                                                       |
| 16    | 1-р хороолол ТЦ «Титэм»                                                                   |
| 17    | 1-р хороолол 32-34-р байр                                                                 |
| 18    | 21-р хороолол Ddish tv-гээс баруун гар тийш, «Мандах бүртгэл» дээд сургууль, ТЦ «Сансар»  |
| 19    | 21-р хороолол «Чингис СООСЭ» дотуур байр, компания «Цахилгаан тээвэр», Троллейбусное депо |
| 20    | Орбит, новый военный городок                                                              |
| 21    | ТЦ «Жаргалант»                                                                            |
| 22    | Толгойт                                                                                   |
| 23    | Рынок «Хангай»                                                                            |
| 24    | Баруун салаа                                                                              |
| 25    | Зүүн салаа                                                                                |
| 26    | Толгойт                                                                                   |
| 27    | Орчлон хороолол                                                                           |
| 28    | Баянхошуу                                                                                 |
| 29    | Москва хороолол                                                                           |
| 30    | 1-р хорооллын арын дэнж                                                                   |
| 31    | 1-р хорооллын арын дэнж                                                                   |
| 32    | Баруун түрүү                                                                              |